# Rättsjön
Rättsjön är en sjö i Vilhelmina kommun i Lappland och ingår i Vapstälvens huvudavrinningsområde. Sjön har en area på 0,35 kvadratkilometer och ligger 653,9 meter över havet. Rättsjön ligger i Södra Gardfjället Natura 2000-område. Sjön avvattnas av vattendraget Vapstälven (Granån).

## Delavrinningsområde
Rättsjön ingår i det delavrinningsområde (725245-148853) som SMHI kallar för Utloppet av Rättsjön. Medelhöjden är 741 meter över havet och ytan är 2,55 kvadratkilometer. Räknas de 2 avrinningsområdena uppströms in blir den ackumulerade arean 22,56 kvadratkilometer. Avrinningsområdets utflöde Vapstälven (Granån) mynnar i havet. Avrinningsområdet består mestadels av skog (59 procent) och kalfjäll (27 procent). Avrinningsområdet har 0,35 kvadratkilometer vattenytor vilket ger det en sjöprocent på 13,6 procent.